# GAMESS (US)
GAMESS (US) — программа пакета вычислительной квантовой химии. Аббревиатура расшифровывается как General Atomic and Molecular Electronic Structure System. Разработка оригинального кода началась в 1977 году в рамках проекта национальных ресурсов для вычислений в химии (National Resources for Computations in Chemistry project). В 1981 году появились две стабильных ветви GAMESS: GAMESS (US) и GAMESS (UK), с тех пор их развитие шло самостоятельно и на сегодняшний день эти две программы отличаются довольно существенно. Проект GAMESS поддерживается членами исследовательской группы Гордона в Государственном Университете штата Айова.

## Возможности
GAMESS (US) способен производить расчеты МО при помощи многих методов вычислительной квантовой химии, включая метод Хартри-Фока, теорию функционала плотности (DFT), теория валентных связей (GVB), и многоконфигурационное самосогласованное поле (MCSCF). Коррекция энергии электронной корреляции после процедуры самосогласования может быть осуществлена при помощи конфигурационного взаимодействия (CI), теории возмущений Меллера-Плессета второго порядка. Эффект растворителя может учитываться в рамках моделей SCRF, PCM или моделироваться с помощью, т.н. "эффективных фрагментов". Релятивистские поправки также могут быть учтены с помощью различных методов, например приближением Дугласа-Кролла третьего порядка.
Поскольку в программе молекулярная механика не реализована, комбинированные расчеты используют пакет TINKER для вычислений механической части. Метод фрагментарных МО может использоваться для расчета крупных систем, деля их на "фрагменты".

## Связь с другими программами
GAMESS сохраняет расчет в текстовый файл специального формата. Хранящиеся в данном файле координаты могут быть преобразованы программой OpenBabel. Молекулярные орбитали можно визуализировать такими программами, как Molekel (англ. Molekel) или wxMacMolPlt.

## Совместимость и доступность
US GAMESS работает на всех POSIX-совместимых операционных системах, OS X и Windows. На официальном сайте доступны бинарные пакеты для Mac OS X, MacOS 7-9 и Microsoft Windows. Также поддерживаются платформы Sun Solaris UltraSPARC/x86/x86-64, IBM BlueGene, AIX POWER/PowerPC, Linux x86/x86-64, Cray X1/XT Unicos, Fujitsu PrimePower Solaris, HP PA-RISC/x86 HP-UX и NEC SUPER-UX.
Исходный код US GAMESS распространяется бесплатно при условии некоммерческого использования программы.

## Внешние ссылки
- GAMESS-US Homepage (англ.)
- GAMESS Google Group
- Gamess (рус.) — описание на русском
- Jan Jensen's blog with some GAMESS tutorials
- wxMacMolPlot software page